# Église Saint-Romain de Molines-en-Queyras
Pour les articles homonymes, voir Église Saint-Romain.
L'église Saint-Romain est une église catholique située à Molines-en-Queyras, en France.

## Localisation
L'église est située dans le département français des Hautes-Alpes, sur la commune de Molines-en-Queyras.

## Historique
L'édifice est classé au titre des monuments historiques en 1977.